# Cloverland (condado de Douglas, Wisconsin)
Cloverland es un pueblo ubicado en el condado de Douglas en el estado estadounidense de Wisconsin. En el Censo de 2010 tenía una población de 210 habitantes y una densidad poblacional de 1,76 personas por km².

## Geografía
Cloverland se encuentra ubicado en las coordenadas 46°42′39″N 91°37′41″O / 46.71083, -91.62806. Según la Oficina del Censo de los Estados Unidos, Cloverland tiene una superficie total de 119.61 km², de la cual 119.32 km² corresponden a tierra firme y (0.25%) 0.3 km² es agua.

## Demografía
Según el censo de 2010, había 210 personas residiendo en Cloverland. La densidad de población era de 1,76 hab./km². De los 210 habitantes, Cloverland estaba compuesto por el 96.67% blancos, el 0% eran afroamericanos, el 1.9% eran amerindios, el 0.95% eran asiáticos, el 0% eran isleños del Pacífico, el 0% eran de otras razas y el 0.48% pertenecían a dos o más razas. Del total de la población el 0% eran hispanos o latinos de cualquier raza.